# Лінда Хаззард
Лінда Берфілд Хаззард («Лікар Голод») — американська шарлатанка, шахрайка та аферистка, пропагандистка посту як лікування.
Ув'язнена штатом Вашингтон за низку смертей у санаторії, де працювала на початку XX століття. Її псевдолікування стало причиною щонайменше 15 смертей.
Народилася 18 грудня 1867 року в окрузі Карвер, штат Міннесота, померла під час голодування 24 червня 1938 року.

## Кар'єра
Лінда Лаура Берфілд була одною з восьми дітей Монтгомері та Сюзанни Ніл (Вейкфілд) Берфілд. Не мала жодного медичного ступеня, отримала ліцензію на медичну практику у штаті Вашингтон через лазівку, що дозволяла деяким практикуючим альтернативну медицину працювати без дипломів. Згідно з книгою Лінди «Наука голодування», навчалася в Едварда Гукера Дьюї, доктора медицини, експерта з лікувального голодування.
Вона заснувала «санаторій» Wilderness Heights (Пустельні пагорби) в Олаллі, штат Вашингтон, де пацієнти голодували протягом днів, тижнів або навіть місяців. Дієта складалася з невеликої кількості томатного та спаржевого соку, а іноді з чайної ложки апельсинового соку. В той час як деякі пацієнти виживали після голодування і публічно оспівували таланти Лінди Хаззард, десятки інших померли в «санаторії». Хаззард стверджувала, що всі вони померли від раніше не діагностованих або прихованих захворювань, таких як рак або цироз печінки. Її противники стверджували, що пацієнти померли саме від голоду. Місцеві жителі називали це місце «Starvation Heights» («Пагорби голоду»). Вона запевнила людей, що її метод — панацея від усіх недуг, бо дозволяє очистити організм від токсинів, які викликають дисбаланс в організмі.
За період своєї медичної кар'єри Хаззард написала дві книги про, на її думку, справжню науку голодування і про власний метод лікування хвороб. Першою була «Голодування для лікування хвороб» (1908). Друга книга «Наука голодування: стародавній та сучасний ключ до здоров'я» (1927).
У 1912 році Хаззард була засуджена за вбивство Клер Вільямсон, заможної британки, яка на момент смерті важила менше 50 фунтів. Суд довів, що Хаззард підробила заповіт Клер Вільямсон та вкрала більшість її цінностей. Сестра Вільямсон, Доротея, теж проходила лікування і вижила лише тому, що знайомий вчасно забрав її з санаторію. Вважається, що одній із сестер вдалося надіслати телеграму, щоб попередити родину; однак до моменту приїзду Клер уже померла. Доротея була надто слабкою, щоб добровільно покинути заклад, маючи вагу менше 60 кілограмів. Пізніше вона свідчила проти Хаззард на суді.
Хаззард була засуджена від 2 до 20 років тюремного ув'язнення, яке відбувала у В'язниці штату Вашингтон у Валла Валла. Після двох років ув'язнення (26 грудня 1915 року), вона була звільнена достроково, а наступного року повністю помилувана губернатором Ернестом Лістером. Вона та її чоловік Самуель Крісман Хаззард (1869—1946) емігрували до Нової Зеландії, де до 1920 р. Лінда Хаззард працювала дієтологом та остеопатом.
У 1917 році газета Whanganui повідомила, що Хаззард має сертифікат від медичної колегії штату Вашингтон. Оскільки вона мала титул лікарки, в Окленді її судили згідно із Законом про практикуючих медичних працівників за ведення медичної практики без відповідної реєстрації. Її визнали винною та оштрафували на 5 фунтів плюс судові витрати (приблизно 600 новозеландських доларів плюс судові витрати або за курсом 2014 року — 462,13 долара США плюс судові витрати).
У 1920 році вона повернулася до Олалли, і після того, як її ліцензію було відкликано, Хаззард відкрила новий санаторій, в народі відомий як «школа здоров'я». Вона продовжувала свою практику, поки в 1935 році новий заклад не був знищений унаслідок пожежі; санаторій ніколи так і не був відбудований.
Лінда Берфілд Хаззард померла від голоду в 1938 році під час спроби лікування голодом.

## Щоденник графа Едварда Ердмана
28 березня 1910 року граф Едвард Ердман, інженер-будівельник міста Сіетл, помер від голоду в загальній лікарні Сіетла. Він вів щоденник, в якому детально описував процес лікування за методом Хаззард. Це дало змогу ознайомитись з лікуванням, яке Хаззард призначала своїм пацієнтам.
Ця дієта була більш-менш незмінною аж до його госпіталізації 28 березня. Того дня він помер саме перед тим, як йому збиралися переливати кров його колеги.

## Смерть, приписувані Хаззард
- Пані Елгін Кокс[14]
- Дейзі Мод Хаглунд (Мати засновника ресторану Ivar Haglund) — офіційною причиною її смерті був рак шлунка. Через нездатність їсти вона б померла від голоду і без допомоги Хазард.[15]
- Айда Вілкокс[6]

1909 рік
- Бланш Б. Тіндалл[14]
- Віола Хітон
- Юджин Стенлі Вакелін — помер від пострілу в голову на території приватного володіння Хаззард. Чи була вона відповідальна за його смерть, залишається невідомим. Хоча вважається, що Хазард мала пряме відношення до цього.[6]

1910 рік
- Мод Вітні[6]
- Граф Едвард Ердман[14]
- Л. Е. Рейдер[16]

1911 рік
- Френк Саутгард[6]
- К. Гаррісон
- Айван Флюс
- Льюїс Еллсворт Рейдер
- Клер Вільямсон

1912 рік
- Мері Бейлі[2]
- Айда Андерсон[2]
- Роберт Грамм[2]
- Фред Ебсон — під наглядом іншого спеціаліста, який практикував лікування голодом[2]

1938 рік
- Лінда Хаззард